# Shelley Hennig
Shelley Catherine Hennig (Metairie, 2 de janeiro de 1987) é uma atriz e modelo norte-americana. Ela é mais conhecida por interpretar a bruxa "Diana Meade" em The Secret Circle e a coyote "Malia Hale" em Teen Wolf.

## Biografia

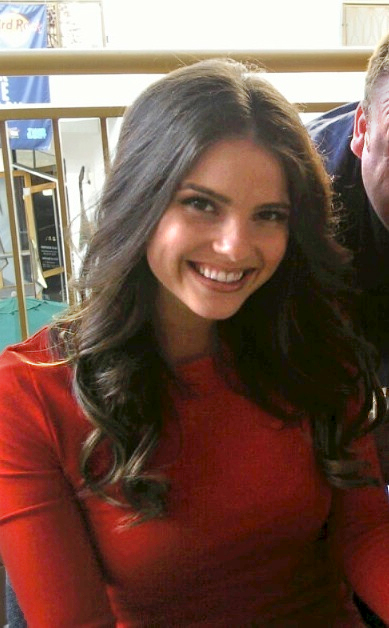
Shelley Hennig em 2009.

Shelley nasceu em Metairie, mas foi criada em Destrehan, no estado norte-americano da Luisiana. Estudou no Destrehan High School, onde foi indicada a Academic Excellence Student. Ela também é uma dançarina. Também gosta de escrever e dois de seus poemas foram publicados no Young Authors Book of Poetry.
Em 2001, seu irmão Brad Joseph Hennig faleceu aos dezoito anos por sofrer um acidente enquanto dirigia embriagado. Seus pais divorciaram-se logo em seguida e com isso ela tornou-se uma ativista antidrogas. Shelley fez trabalho comunitário em uma organização local sem fins lucrativos chamada CADA (Conselho de Álcool e Abuso de Drogas), onde orientou outros jovens sobre os impactos e as consequências do abuso de drogas e álcool.

## Carreira
Participou e ganhou o seu primeiro concurso de beleza aos treze anos, o St. Charles Parish Teen Queen. Em novembro de 2003, obteve o título de Miss Teen Luisiana 2004, num concurso estadual realizado em Lafayette. Em agosto de 2004, representou o seu estado no Miss Teen EUA 2004 em Palm Springs, obtendo o título e se tornando a primeira jovem a vencer uma competição internacional "Teen" para o estado, anteriormente só Ali Landry (Miss EUA 1996) tinha conquistado um título internacional em nome da Luisiana. Sua vitória sobre o concurso incluiu um contrato de um ano de modelagem com a Trump Modeling Management, além de uma bolsa de estudos no The New York Conservatory for Dramatic Arts. Shelley ficou bastante conhecida e recebeu convites para aparecer em vários programas de TV, incluindo uma participação na novela Passions da NBC. Representou o Miss Universe Organization e trabalhou em organizações sem fins lucrativos. Seu reinado terminou em 8 de agosto de 2005, quando passou a coroa para Allie LaForce de Ohio.
Logo depois que abandonou sua coroa, participou de um reality show da MTV, ela tentou ganhar seu próprio show em After the Crown, mas foi eliminada. Em 16 de agosto de 2008, sediou o Miss Teen EUA 2008 ao lado de Seth Goldman.
Em 2007, um pouco antes de terminar sua bolsa de estudos em junho, ela entrou para o elenco de Days of Our Lives no papel de Stephanie Johnson.Em 11 de janeiro de 2011, anunciou sua saída de Days of our Lives para interpretar a bruxa Diana Meade em The Secret Circle, série que foi cancelada em maio de 2012 na primeira temporada.
Em 2014, fez algumas aparições como Malia Hale na terceira temporada de Teen Wolf, tendo seu contrato assinado pela MTV e tornando-se uma personagem fixa a partir da quarta temporada. Ela também atuou no filme de terror Ouija como Debbie e apareceu ao lado do ator Alexander Ludwig no videoclipe da canção Gentle On My Mind, da banda The Band Perry. Em 2015, foi lançado o filme de terror Unfriended, no qual ela interpretou Blaire Lily. Também apareceu na divulgação do filme Still Life, que será lançado em breve.

## Filmografia

### Televisão
| Ano       | Título                        | Papel             | Notas                                                                |
| --------- | ----------------------------- | ----------------- | -------------------------------------------------------------------- |
| 2018      | Liberty Crossing              | Carly Ambrose     | Elenco Principal                                                     |
| 2014-2017 | Teen Wolf                     | Malia Hale        | Elenco Recorrente, Temporada 3 Elenco Principal, Temporadas 4, 5 e 6 |
| 2014      | Friends with Better Lives     | Molly             | Episódio 6, Temporada 1                                              |
| 2014      | Blue Bloods                   | Maya              | Episódio 16, Temporada 4                                             |
| 2013      | Zach Stone Is Gonna Be Famous | Christy Ackerman  | 4 episódios                                                          |
| 2013      | Justified                     | Jackie Nevada     | Episódio 7, Temporada 4                                              |
| 2011-2012 | The Secret Circle             | Diana Meade       | Elenco principal                                                     |
| 2012      | Friend Me                     | Isabelle          | Episódio 5, Temporada 1                                              |
| 2007-2011 | Days of Our Lives             | Stephanie Johnson | 465 episódios                                                        |

### Cinema
| Ano  | Produção              | Personagem     | Nota                   |
| ---- | --------------------- | -------------- | ---------------------- |
| 2014 | Ouija                 | Debbie Galardi |                        |
| 2014 | Unfriended            | Blaire Lily    |                        |
| 2015 | About Scout           | Melinda        |                        |
| 2016 | Summer Of 8           | Lily           |                        |
| 2017 | Roman J. Israel, Esq. | Olivia         |                        |
| 2018 | When We First Met     | Carrie Grey    | Filme Original Netflix |
| 2018 | The After Party       | Alicia         |                        |

## Prêmios e indicações
| Ano  | Prêmio              | Categoria                     | Trabalho indicado                      | Resultado | Referência |
| ---- | ------------------- | ----------------------------- | -------------------------------------- | --------- | ---------- |
| 2010 | Daytime Emmy Awards | Excepcional Jovem Atriz       | Stephanie Johnson em Days of Our Lives | Indicada  | [ 9 ]      |
| 2012 | Daytime Emmy Awards | Excepcional Jovem Atriz       | Stephanie Johnson em Days of Our Lives | Indicada  | [ 10 ]     |
| 2016 | Teen Choice Awards  | Melhor atriz de show de verão | Malia Tate em Teen Wolf                | Venceu    |            |
| 2017 | Teen Choice Awards  | Melhor atriz de show de verão | Malia Tate em Teen Wolf                | Indicada  |            |